# Émile Vernet-Lecomte
Charles Émile Hippolyte Vernet-Lecomte (1821 – 1900) è stato un pittore francese, accademico e orientalista.

## Biografia
Émile Vernet-Lecomte appartenne ad una famiglia di pittori illustri. Era pronipote di Claude Joseph Vernet (1714-1789), figlio di Hippolyte Lecomte a sua volta genero di Claude Vernet, e nipote di Horace Vernet. Quest'ultimo fu altresì uno dei suoi maestri, assieme a Léon Cogniet.
Lecomte cominciò la sua attività artistica dipingendo ritratti dell'alta borghesia e dell'aristocrazia parigina. Espose per la prima volta al Salon de Paris  nel 1843 e in quell'occasione ricevette una medaglia di bronzo. Iniziò allora a firmare le sue tele col nome di Émile Lecomte, ma quasi subito assunse il cognome di Vernet-Lecomte.
Manifestò sempre un vivo interesse per i soggetti cosiddetti "orientali" e le sue prime opere su questo tema furono esposte al Salon del 1847. Realizzò infatti numerosissimi ritratti di donne nord-africane o medio-orientali, ma non poté peraltro restare indifferente al gusto dell'epoca; si dedicò quindi anche a quadri il cui tema era, ad esempio, "La guerra di Crimea" (1853-1855) o "Il massacro dei Maroniti da parte dei Drusi in Siria" (1860-1861).
Vernet-Lecomte morì nel 1900, a 79 anni, nella sua casa situata nel settimo arrondissement di Parigi, e venne sepolto nella quarta divisione del cimitero di Montmartre.

## Opere
- Museo municipale di La Roche-sur-Yon conserva la Femme fellah portant son enfant[2] opera realizzata a Il Cairo e presentata al Salone del 1864.
- Museo Calvet, Avignone : Ugolin et ses fils

## Galleria d'immagini

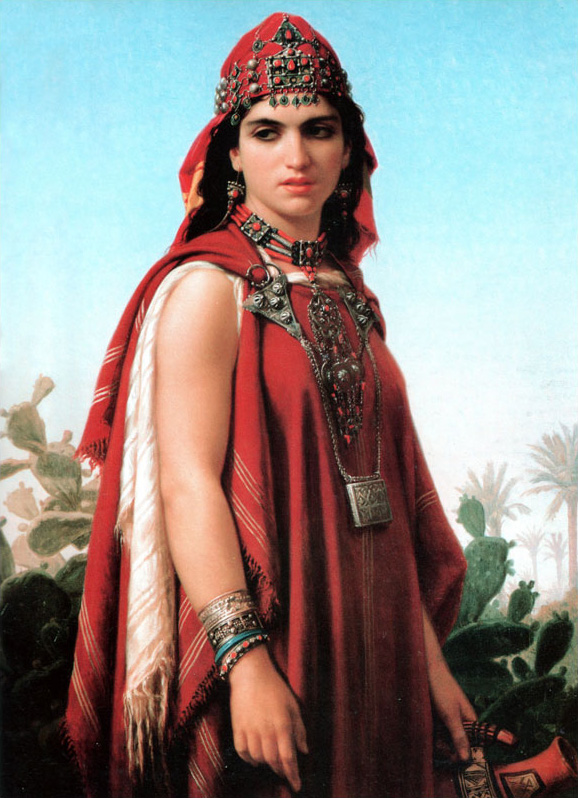
Donna berbera
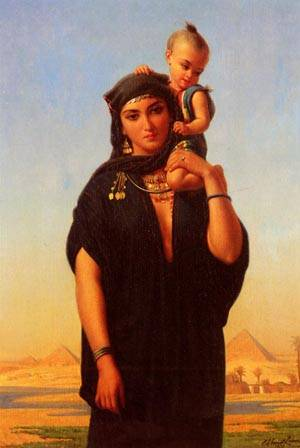
Donna fellà col bambino
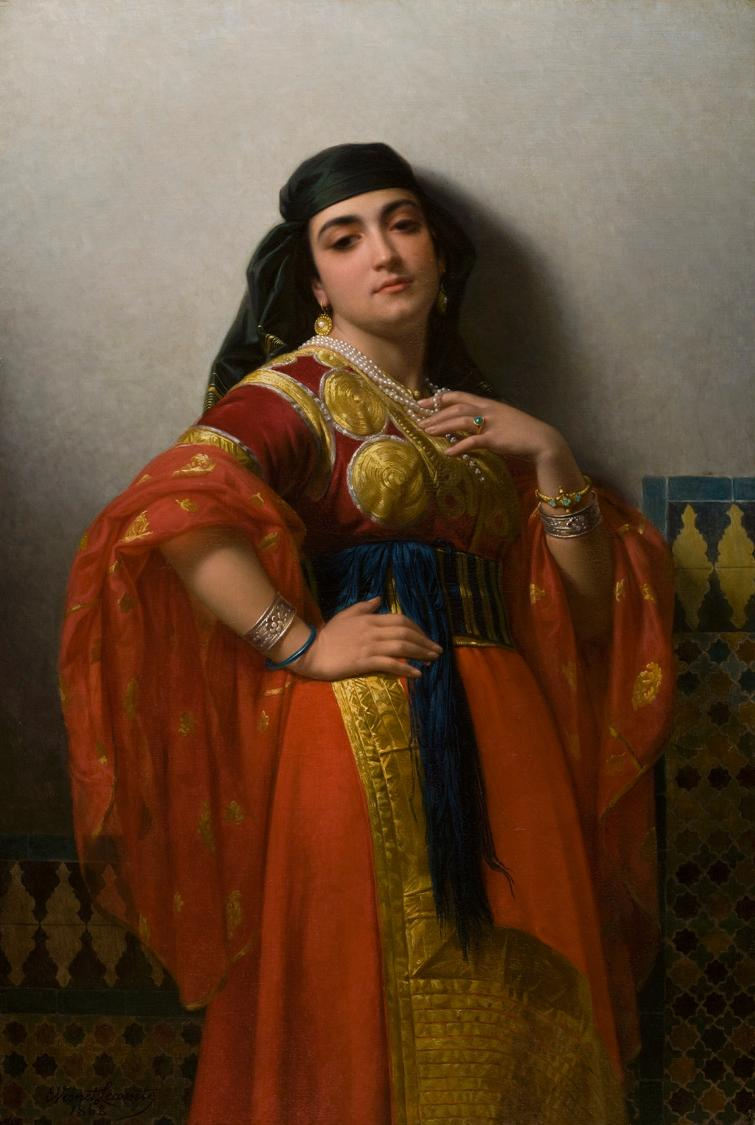
Bellezza orientale
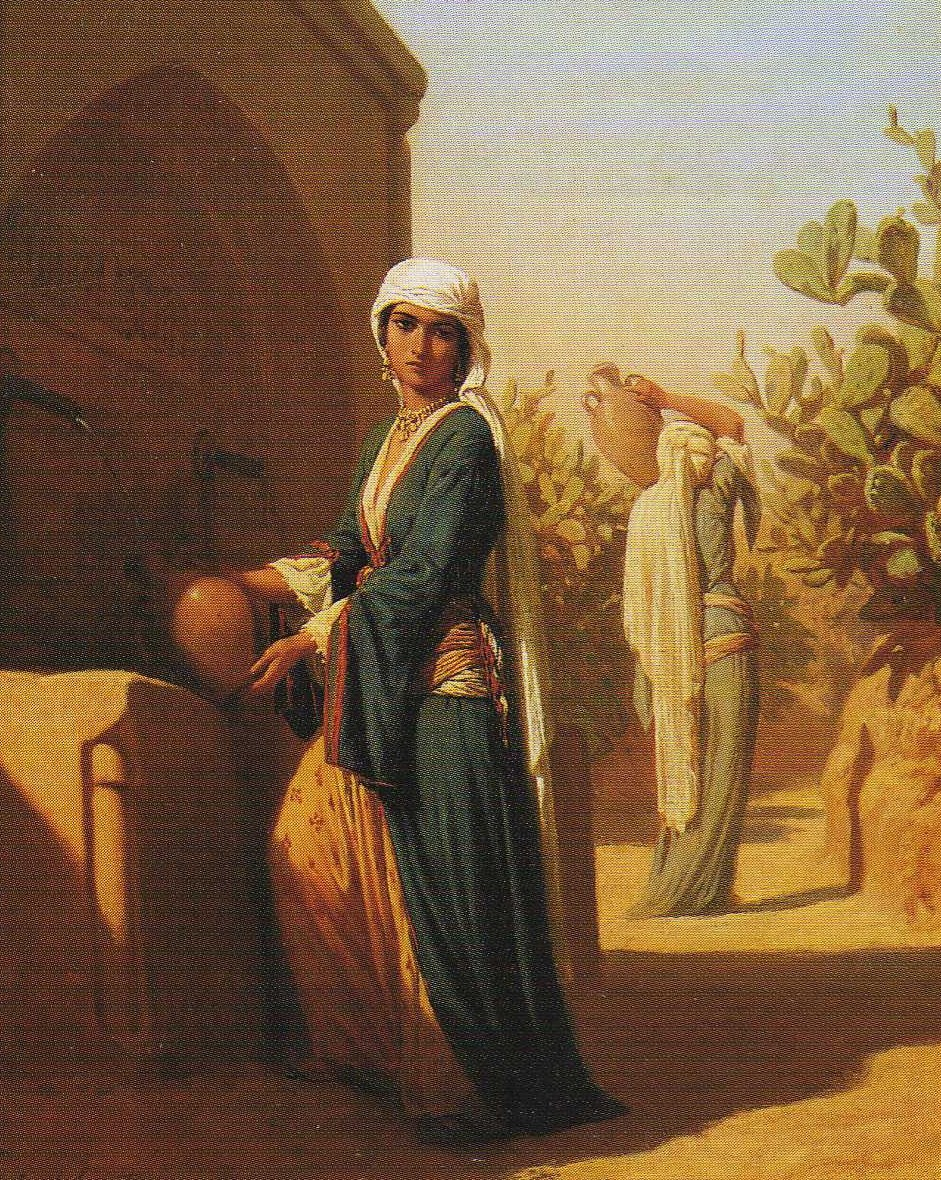
Donne maronite alla fontana
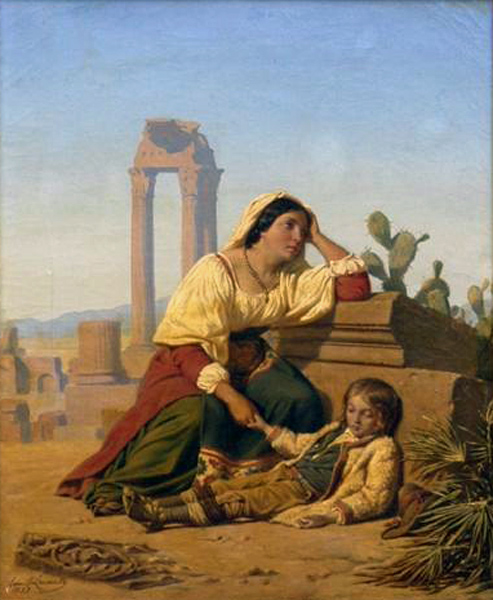
Tristezza